# Лагунов, Константин Яковлевич
Константи́н Я́ковлевич Лагуно́в (16 сентября 1924, Старая Майна, Самарская губерния — 19 июля 2001, Тюмень) — историк, писатель; кандидат исторических наук, профессор Тюменского государственного университета. Заслуженный работник культуры Российской Федерации (1995).

## Детство
Родился 16 сентября 1924 г. в селе Старая Майна, в небогатой семье учителей Якова Васильевича и Марии Федоровны Лагуновых. Он был вторым из четырёх детей — помимо Константина, в семье росли ещё два брата, Николай (1923—2006 гг.) и Владимир (1935 г.р.), а также сестра Тамара (1930 г.р.). Детство прошло в д. Малая Зоркальцева (Тобольский район). Уже в раннем возрасте стал писать стихи. Первоначально учился в Малозоркальцевской средней школе, в 1936 году был переведен в Верхнефилатовскую среднюю школу, в 1938 году — в Тобольское русское педагогическое училище, где проучился два года. Менее чем за неделю до начала Великой Отечественной войны (1941—1945 гг.), он окончил среднюю школу в п. Катышка (р.п. Голышманово) Голышмановского района. В армию его не призвали из-за плохого зрения.

## Начало карьеры
С июля 1941 года работал воспитателем и директором Голышмановского детского дома (1941—1942 гг.), с осени 1942 года — комсомольским работником: заведующий сектором учёта, инструктор Голышмановского районного комитета ВЛКСМ (1942—1944 гг.), первый секретарь Голышмановского районного комитета ВЛКСМ (1944—1945 гг.), заведующий лекторской группой ЦК ЛКСМ Литовской ССР (1946—1948 гг.), первый секретарь Вильнюсского уездного комитета ЛКСМ Литовской ССР (1948—1949 гг.), ответственный организатор ЦК ВЛКСМ (г. Москва, 1950—1952 гг.), второй секретарь ЦК комсомола Таджикской ССР (1952—1956 гг.). С 1956 г. Лагунов К. Я. работал заместителем редактора республиканской молодёжной газеты «Комсомолец Таджикистана» (1956—1958 гг.), в 1958 году перешел на должность редактора альманаха «Литературный Таджикистан» (с 1959 года — «Гулистон») (1958—1961 гг.).

## Творчество

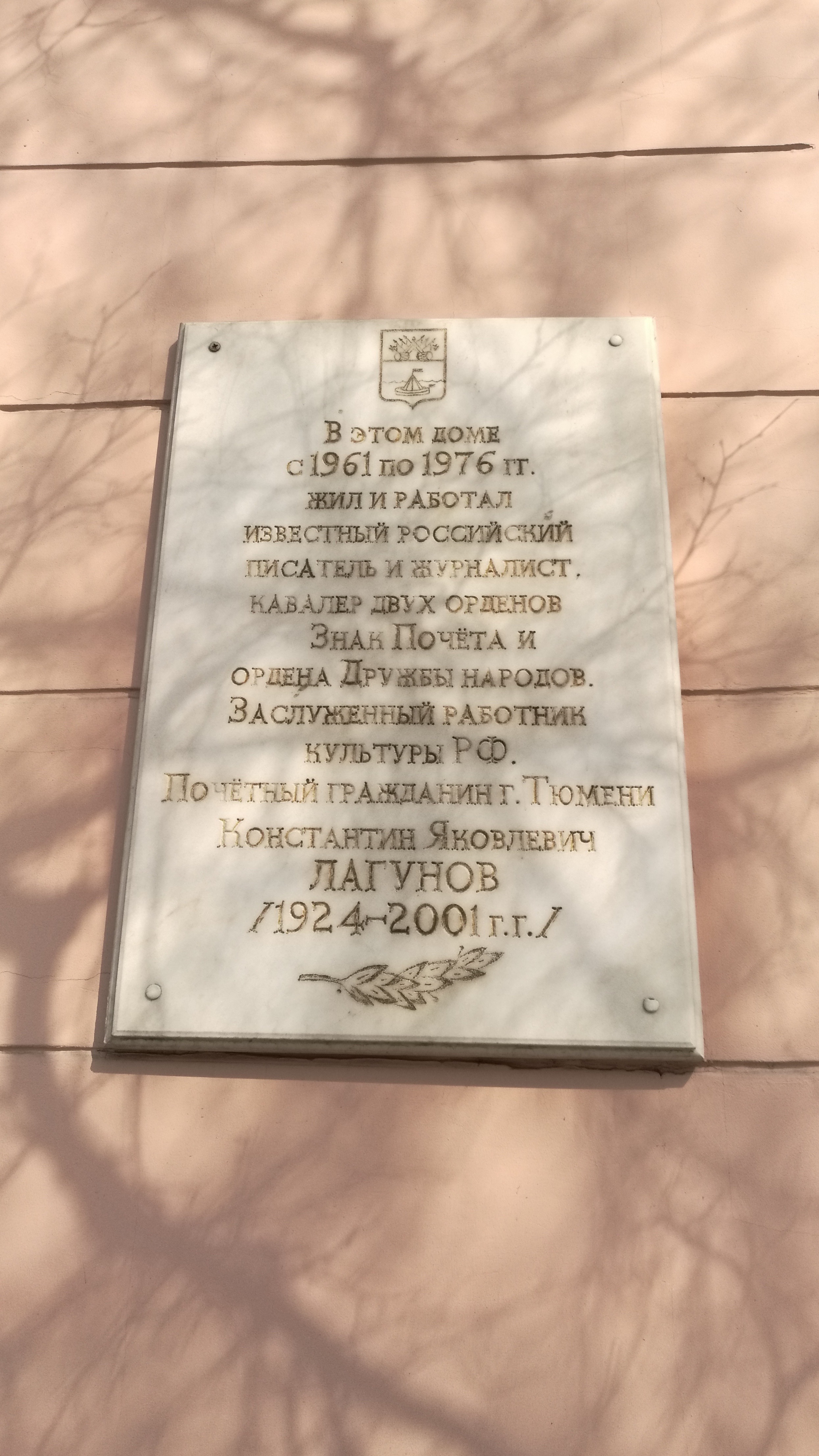
Мемориальная доска на ул. Ленина, Тюмень.

С 1956 г. стал заниматься литературным творчеством, пишет первые книги. В 1958 г. в Душанбе вышла повесть «Своей тропой», за ней последовала книга очерков «Только вперед».
В 1959 г. К. Лагунов был принят в Союз писателей СССР. Одновременно окончил заочную аспирантуру при Таджикском университете, защитил кандидатскую диссертацию по истории. В 1961 г. приехал в Тюмень. Два года возглавлял Тюменское книжное издательство и двадцать лет (с 1963 по 1983 гг.) был ответственным секретарем Тюменской областной писательской организации. Входил в состав журнальных редколлегий, был членом правлений СП СССР и СП РСФСР.
У писателя было 3 этапа творческой революции. На первом этапе (таджикском) шло накопление мастерства (повесть «Своей тропой», 1958; роман «Утро золотой долины», 1961).
Второй этап в основном связан с летописью нефтегазовой эпопеи. Романы - «Ордалия» (1970), «Одержимые» (1974), «Больно берег крут» (1979). В 1966 г. в Свердловске вышел роман «Так было» — о жизни зауральской деревни в военные годы. В 1978 г. в том же Средне-Уральском издательстве вышел роман «Красные петухи», посвященный крестьянской войне 1921 г.
Третий этап творчества — начало 80-х. На первый план выходит духовно-нравственное и философское отношение к современности, социальная критика многих сторон действительности. Новые произведения Лагунова («Бронзовый дог», 1982; «Завтрак на траве», 1987) вышли с опозданием. В 1994 г. вышла полная хроника Западносибирского крестьянского восстания «И сильно падает снег» («Двадцать первый», 1991). Годом раньше в Сургуте вышла повесть «Иринарх» — о настоятеле Обдорской миссии, просветителе народов Крайнего Севера в 90-е гг. XIX в.
Впервые в истории региональной культуры написал книгу о современной тюменской литературе «Портреты без ретуши» (1994); местную текущую публицистику проанализировал в учебном пособии «Через Голгофу на Олимп» (1995). В 1996 г. Лагунов вышла эпопея «Отрицание отрицания», — история края осмыслена на протяжении нескольких веков. Острые современные проблемы показаны в романах «Добыча дьявола» (1997) и «Абсурд» (1998), эти произведения вошли в новую (1999) книгу писателя. В этом же году издательство Тюменского госуниверситета выпустило в свет трехтомное собрание К. Я Лагунова.
Также были написаны рассказы, повести, стихи, драматические произведения. По романам «Так было», «Красные петухи», «Одержимые» поставлены спектакли в Тюменском театре драмы. По «Одержимым» был снят художественный фильм «На таёжных ветрах».
Лагунов известен и как детский писатель: повести-сказки «Городок на бугре» (1969), «Ромка-Рамазан» (1977), «Ромка, Фомка и Артос» (1984) и др.
В Тюменском государственном университете в 1992 г. основал кафедру журналистики и возглавлял её в течение 5 лет.
Автор около 50 художественных книг, а также сотен газетных и журнальных публикаций. По повести «Ромка-рамазан» снят мультфильм «Ромка, Фомка и Артос». По сценариям Лагунова сняты художественные фильмы «На таёжных ветрах» (реж. А. Ниточкин, 1979 год) и «Чрезвычайные обстоятельства» (реж. Е. Васильев, 1980 год).
Роман «Самоеды» был выпущен посмертно. Похоронен 21 июля 2001 г. на Червишевском кладбище г. Тюмени. В память о Лагунове К. Я. Союз журналистов России учредил в 2002 году премию «Публицист года». В 2004 году Тюменской областной детской научной библиотеке присвоено имя Константина Яковлевича Лагунова.

## Награды
За многолетнюю плодотворную работу в комсомоле, за большие заслуги в развитии литературы Константин Яковлевич был награждён орденами Дружбы народов, «Знак почета», многими медалями. К. Я. Лагунов — академик губернской академии, почетный гражданин Тюмени (1994), заслуженный работник культуры Российской Федерации (1995), лауреат многих премий, награждён золотой медалью Тюменского государственного университета «За выдающиеся заслуги».
- орден Дружбы народов (16.11.1984)
- 2 ордена «Знак Почёта» (23.10.1954; 28.10.1967)
- медали
- Заслуженный работник культуры Российской Федерации (1995)

## Личная жизнь
Был дважды женат, двое детей от первого брака. Дочь — Ольга Лагунова (1952 г.р.), доктор филологических наук, профессор Тюменского государственного университета.